# VDNCh (metrostation Moskou)
VDNCh (Russisch: ВДНХ uitspraakⓘ) is een station aan de Kaloezjsko-Rizjskaja-lijn van de Moskouse metro. 

## Geschiedenis
Het station werd op 1 mei 1958 onder de naam VSGV (Landbouwtentoonstelling van de hele unie) geopend als noordelijk eindpunt van Rizjskaja-radius, het initiële deel van de  Kaloezjsko-Rizjskaja-lijn, geopend. De lijn werd nog ontworpen ten tijde van Stalin die metrostations zo diep mogelijk wilde hebben om ze te kunnen gebruiken als (atoom)schuilkelder. De Rizjskaja-radius werd op ongeveer 50 meter diepte gebouwd en net als de andere initiële stations is VDNCh een pylonenstation.  Tijdens de aanleg tussen 1956 en 1958 werd voor het eerst in Moskou een tunnelboormachine ingezet. Op 1 mei 1958 was het het diepstgelegen metrostation in Moskou en bleef dat tot de opening van Marksistskaja op 30 december 1979. Het station is het 51e van de Moskouse metro al waren er daarvan tot november 1958 maar 47 ingebruik in verband met de tijdelijke sluiting van de oorspronkelijke zijlijn. Omdat het destijds het noordelijke eindpunt was liggen er ten noorden van het perron keersporen tussen de doorgaande sporen naar Botanitsjeski Sad. Deze keersporen worden 's avonds en in het weekeinde gebruikt als opstelsporen voor metro's die niet verder rijden.
De ministerraad van de Sovjet-Unie besloot op 28 mei 1958 tot de samenvoeging van de VSGV met de industrie en bouw tentoonstellingen, die tot VDNCh (Tentoonstelling van de verworvenheden van de nationale economie). Op 16 juni 1959 waren de tentoonstellingen allemaal ondergebracht op het terrein naast het station en het station zelf werd op 12 december 1959 omgedoopt in VDNCh. Ondanks dat het terrein tussen 1992 en 2014 Tentoonstellingscentrum van heel Rusland werd genoemd bleef de naam van het station ongewijzigd. Voorstellen om het station om te dopen in Vystavotsjnaja (1991) of Rostokino (1992) haalden het niet net zomin als een in 2008 op internet gemeld voorstel om de naam Kosmitsjeskoejoe te gebruiken als verwijzing naar het museum voor ruimtevaartgeschiedenis.

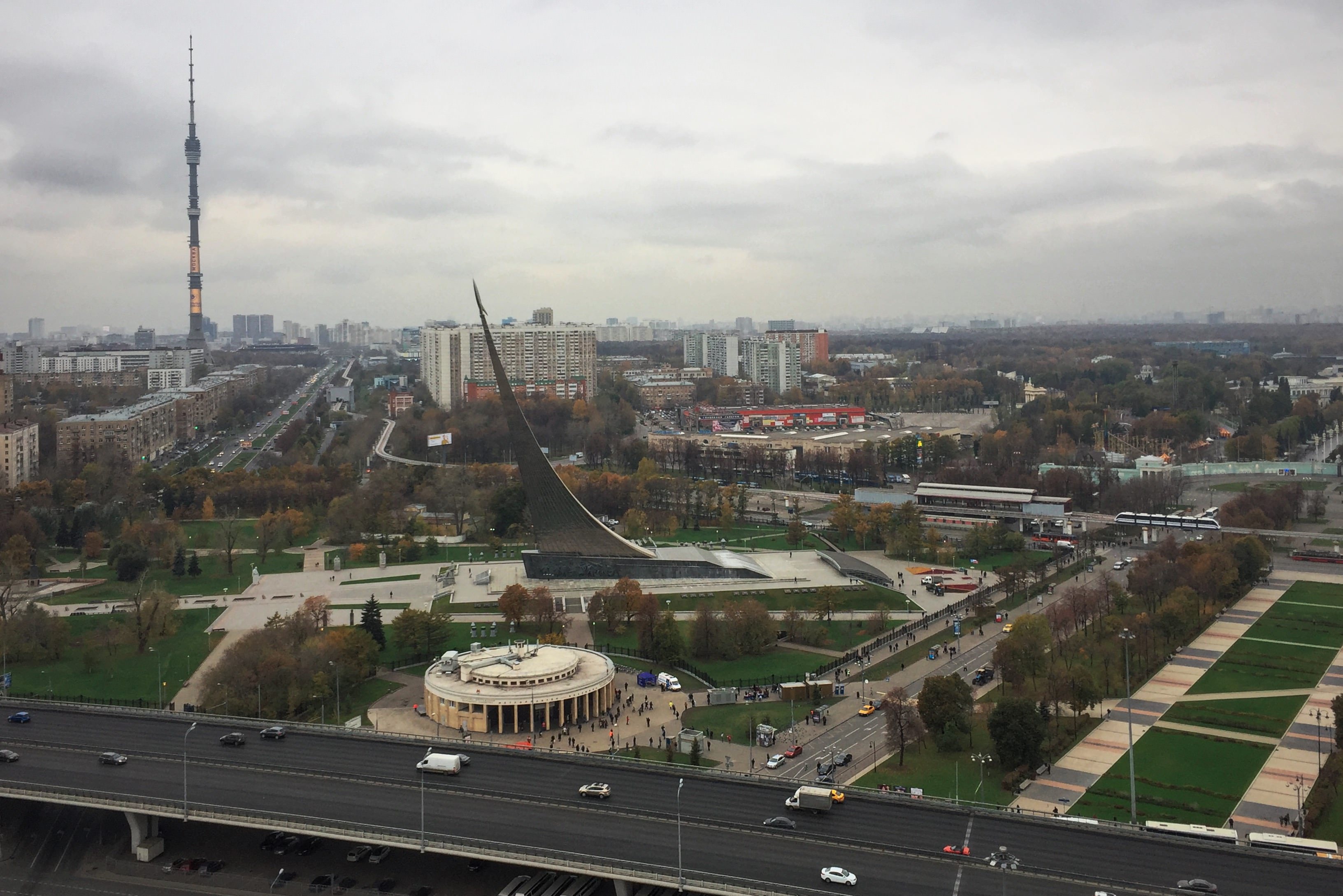
Het station voor het Monument voor de Veroveraars van de Ruimte en voor de ingang van de VDNCh het monorailstation.
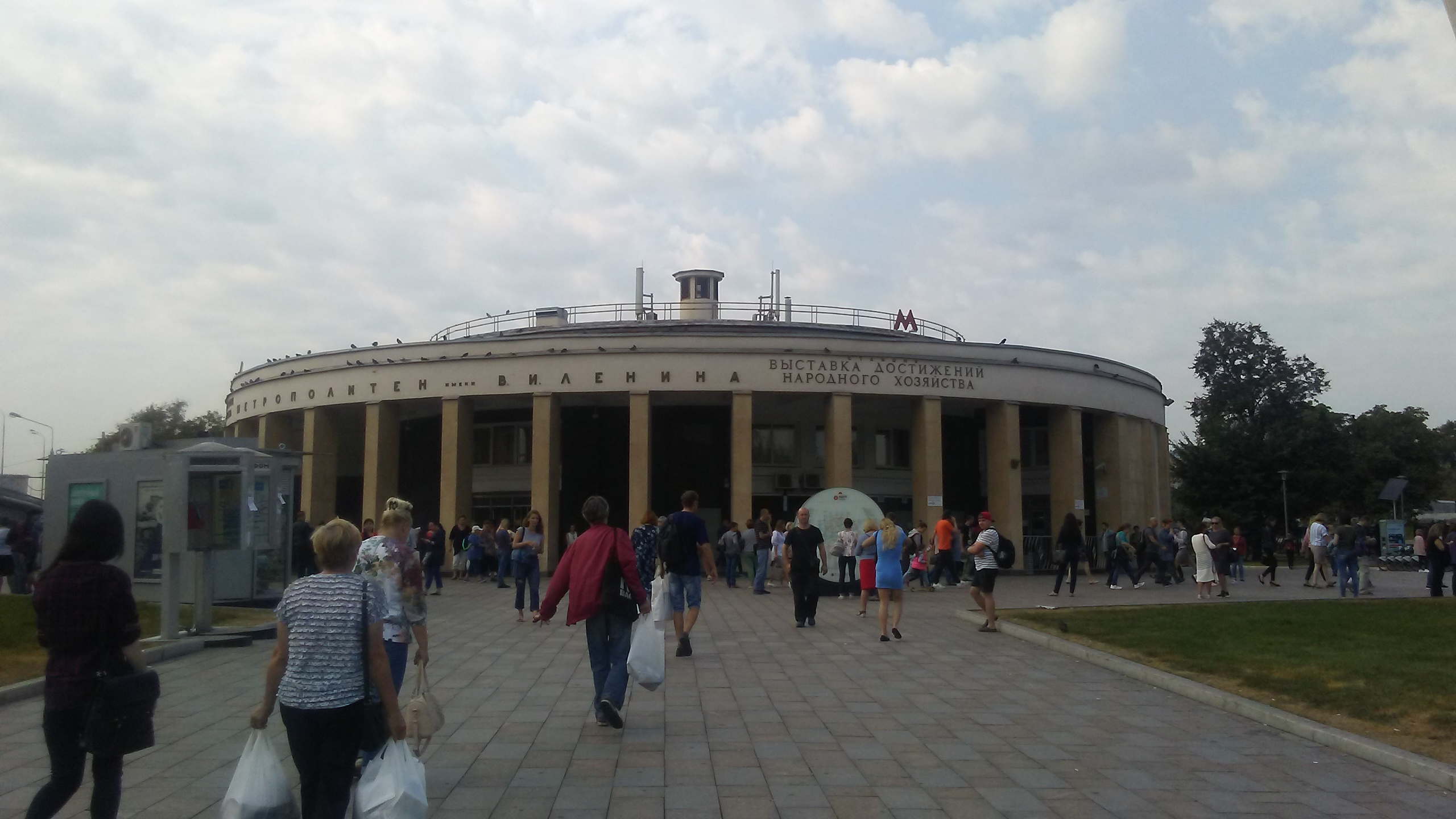
Het station gezien uit het noorden
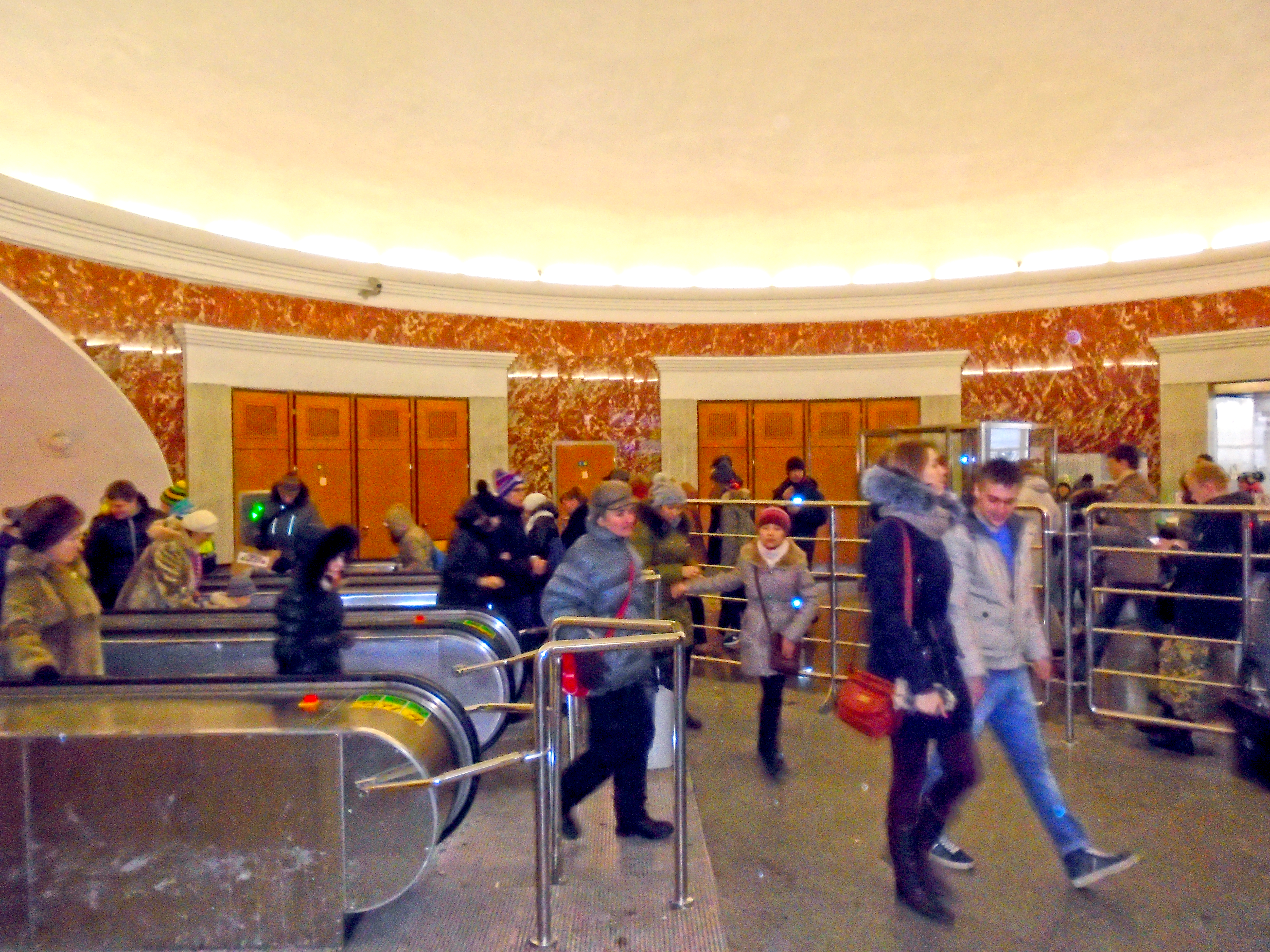
De stationshal

## Ligging en inrichting
Het station kent twee verdeelhallen, de zuidelijke, die op 25 augustus 1997 werd geopend, ligt ondergronds onder de viaducten van de Prospekt Mira en is met voetgangerstunnels verbonden met toegangen aan de west- en oostzijde van de Prospekt Mira. De noordelijke verdeelhal bevindt zich in het ronde stationsgebouw uit 1958, beide verdeelhallen zijn via roltrappen met het perron verbonden. Sinds 2014 is monorailhalte Vystavotsjnyj tsentr tussen het stationsgebouw en de ingang van het tentoonstellingsterrein in gebruik. Het stationsgebouw was 29 juni 2013 tot 1 juni 2014 gesloten voor groot onderhoud waarbij onder andere de roltrappen werden vervangen. Ondergronds is er sprake van een pylonenstation op 53,5 meter diepte dat werd ontworpen door de architecten I.G. Taranova, N.A.Bykovoj, J.A. Tsjerepanova en I.G. Gocharaja-Charmandarjana, met een middenhal van 9,5 meter breed. De 18 pylonen hebben zowel aan de perronzijde als in de middenhal ronde gegoten sierroosters op de ventilatie openingen boven de bankjes voor de reizigers. De vloer bestaat uit grijs en rood graniet. Onder het gewelf zijn de pylonen bekleed met marmer en de afgeronde biezen van de doorgangen zijn groen geschilderd. De doorgangen zijn opgesierd met rechthoekige inzetstukken van metaal. De verlichting wordt verzorgd met kroonluchters zowel in de middenhal als boven de sporen. De huidige inrichting is een versoberde versie van het aanvankelijke ontwerp als gevolg van het decreet omtrent de eliminatie van excessen in de architectuur en de bouw van 4 november 1955, waarmee na Stalins dood in 1953 kostenbesparingen werden ingeluid. De biezen van de doorgangen zouden aanvankelijk worden versierd met Florentijnse mozaïeken in goud en groen. Kunstenaar V.A. Favorskomi kreeg de opdracht voor het maken van de ornamenten, maar toen een deel van het eerste ornament gereed was werd de versobering van kracht. Het gevolg was dat de biezen met groene olieverf werden beschilderd zonder mozaïeken. De versobering is eveneens te zien aan de badkamertegels die gebruikt zijn voor de tunnelwanden, hetgeen in de periode 1960-1980 standaard was voor ondergrondse stations. De boog bij de afsluitdeur aan de noordkant van het perron is opgesierd met sucwerk in de vorm van eikenbladen. De zuidelijke verdeelhal is opgesierd met een paneel van Gzhel (= Russisch keramiek) met een afbeelding van de jaarbeurs in Zamoskvoretsje van de hand van de kunstenaars M.V. Podgornaja en A.V. Tsaregorodtsjev. De zuilen zijn bekleed met majolica.

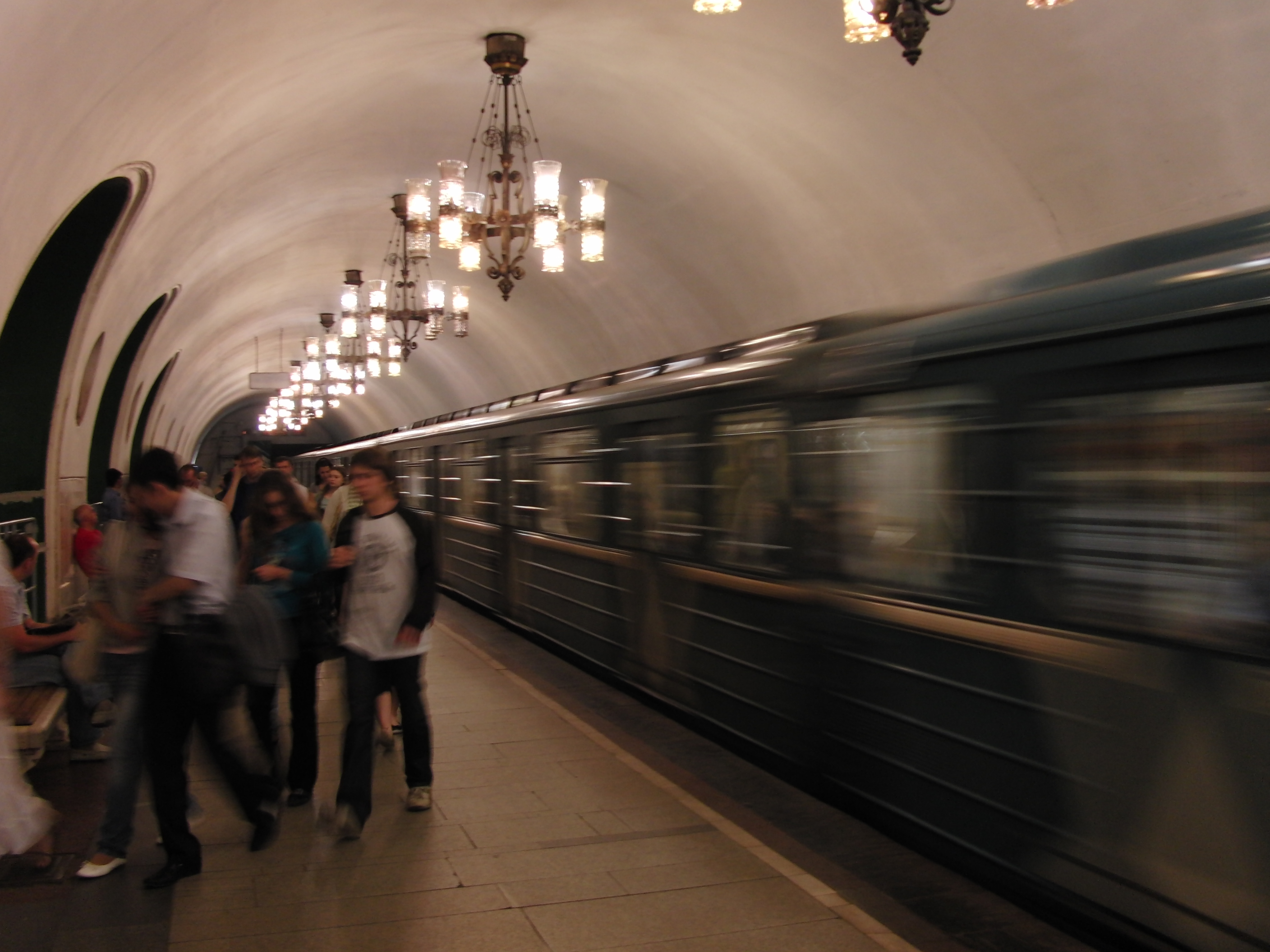
Het perron
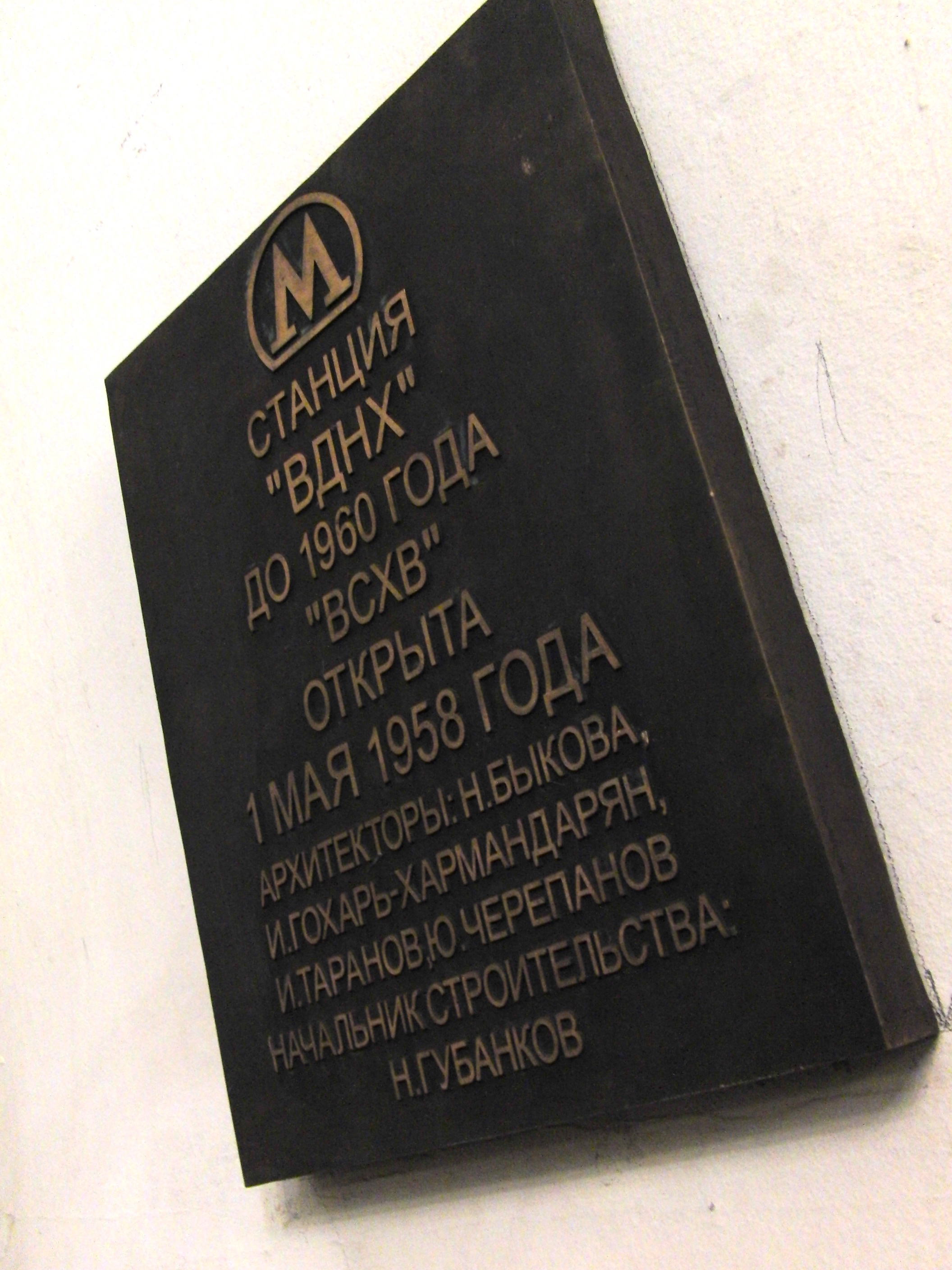
Het officiële naambord

## Reizigersverkeer
In 2002 werden 136.900 reizigers per dag geteld waarmee het een van de drukste stations van het net is. Deze drukte is voor een groot deel te danken aan overstappers op de busdiensten die hier een halte hebben en de VDNCh naast het station. Het station is dagelijks geopend van 5:25 uur tot 1:00 uur. Door de week vertrekt de eerste metro richting het centrum om 5:36 uur, in het weekeinde om 5:38 uur.
Richting het noorden vertrekt de eerste metro om 5:57 uur, behalve op oneven dagen in het weekeinde als de metro een minuut eerder vertrekt.  

## Metro 2033
In de roman Metro 2033 van Dmitri Gloechovski en het daarop gebaseerde first-person shooterspel is het station de geboorteplaats van de hoofdpersoon Artyom. In de postapocalyptische tijd beschouwen de bewoners van VDNCh hun station met trots als de noordelijke buitenpost van de beschaving aan de Kaloezjsko-Rizjskaja-lijn.